# Adlertag
L'Adlertag (tradotto dal tedesco in "Giorno dell'Aquila"; in inglese: "Eagle Day") fu il primo giorno dell'Unternehmen Adlerangriff ("Operazione Attacco dell'Aquila"), nome in codice dato dall'Aviazione tedesca all'operazione militare il cui scopo era distruggere la controparte britannica.
La distruzione della Royal Air Force da parte della Luftwaffe era necessaria affinché le unità navali tedesche potessero attraversare il Canale della Manica senza opposizione aerea e affinché la Home Fleet, che avrebbe potuto opporsi all'invasione dal mare fosse priva di protezione dal cielo. Adolf Hitler ordinò quindi al Comandante in Capo della Luftwaffe, il Reichsmarschall Hermann Göring, e all'Oberkommando der Luftwaffe di preparare l'operazione.
L'obiettivo principale era la distruzione del Fighter Command per cui, per tutto luglio e i primi di agosto, i tedeschi fecero i preparativi. La data dell'assalto fu posticipata diverse volte per il brutto tempo e infine fu decisa per il 13 agosto 1940.

## Antefatti

### Visione strategica
Con l'Europa occidentale occupata, il Comando della Luftwaffe e della Wehrmacht spostarono la loro attenzione sul Regno Unito, all'epoca l'ultimo nemico rimasto. I tentativi di negoziato avanzati da Adolf Hitler furono però rigettati dal governo di Winston Churchill e ciò convinse Hitler della necessità di ordinare alla Luftwaffe e alla Kriegsmarine di preparare un assalto anfibio della Gran Bretagna, noto con il nome di Operazione Leone marino. Per prima cosa, la Luftwaffe avrebbe dovuto eliminare la potenza aerea nemica, dopodiché la Kriegsmarine avrebbe dovuto fare tutto il necessario per prepararsi a trasportare le unità di terra attraverso il Canale della Manica. Tuttavia, Göring e Hitler auspicavano che una volta resa impotente la RAF i britannici si arrendessero, rendendo così non più necessaria l'invasione. Se ciò non fosse accaduto, la Luftwaffe avrebbe allora supportato l'esercito e impedito alla Royal Navy di interdire il traffico tedesco in mare.

### Prime battaglie
Le perdite durante la campagna primaverile avevano indebolito la Luftwaffe già prima della battaglia d'Inghilterra obbligando i tedeschi ad attendere fino al ristabilimento di un livello accettabile dell'organico prima di iniziare l'assalto principale contro la RAF. La prima fase dell'offensiva aerea tedesca cominciò sopra il Canale della Manica, tra il 10 luglio e l'8 agosto 1940. Gli attacchi contro i convogli non ebbero però molto successo e l'impatto sul Fighter Command fu minimo. Gli inglesi persero, tra morti e dispersi, 74 piloti da caccia mentre altri 48 rimasero feriti nel solo mese di luglio; nonostante le perdite, la forza del Fighter Command crebbe fino a raggiungere, il 3 agosto, i 1 429 velivoli, avendo però a disposizione solo 124 piloti.
Nella seconda fase dell'attacco, convogli, aeroporti lungo la costa, radar e stazioni ferroviarie a sud di Londra furono attaccate tra l'8 e il 18 agosto. La Luftwaffe stava gradualmente aumentando la frequenza degli attacchi. I bombardieri tedeschi eseguivano inoltre raid colpendo anche zone più a nord di Liverpool durante le ore notturne. Il primo grande attacco contro i campi di aviazione della RAF avvenne il 12 agosto. Le basi di Hawkinge, Lympne, Manston e le stazioni radar a Pevensey, Rye e Dover furono distrutte. Anche il porto di Portsmouth fu colpito. L'esito complessivo del raid fu incerto. La stazione radar a Ventnor fu gravemente danneggiata ma, come avvenne per altri obiettivi, non fu distrutta. Tutte le infrastrutture non andate distrutte erano di nuovo in funzione la mattina seguente.
I tedeschi non avevano raggiunto un grado di successo paragonabile al loro sforzo. In ogni caso, credendo di aver colpito considerevolmente il Fighter Command, prepararono il loro assalto finale alla RAF per il giorno successivo. Al 12 agosto, la forza aerea germanica aveva raggiunto un livello accettabile per questo tipo di operazione. Dopo aver preparato tutte le unità disponibili in organico, la Luftwaffe diede il via ad Adlertag; presero così parte all'attacco il 71% dei bombardieri, l'85% dei Bf 109 e l'83% dei Bf 110 disponibili.

## Preparazione

### L'intelligence della Luftwaffe

Copertura dei radar britannici e basi delle rispettive aviazioni.

Gli errori dell'intelligence tedesca furono una delle maggiori componenti che portarono al fallimento di Adlertag. La decodifica del codice tedesco Enigma, dovuta alla carenza di disciplina nelle comunicazioni della Luftwaffe, permisero ai britannici di accedere facilmente al traffico delle comunicazioni tedesche, ottenendo così un'accurata immagine del dispiegamento delle forze aeree in Francia e nel resto dell'Europa Occidentale.

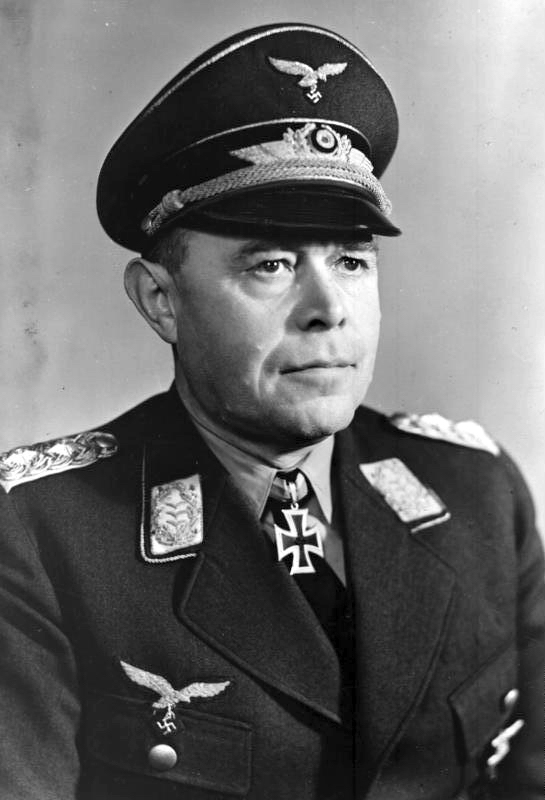
Albert Kesselring, comandante della Luftflotte 2.

Joseph Schmid, l'ufficiale a capo dell'intelligence della Luftwaffe, riteneva che il numero di aeroporti britannici operativi nel sud del Regno Unito fosse molto limitato; stimò che gli inglesi potessero produrre solo 180-330 aerei da caccia al mese (il numero reale era 496) e ritenne quindi che la RAF non avrebbe potuto sostenere una lunga battaglia di logoramento. Schmid asserì inoltre che il comando nemico era rigido ed inflessibile a tutti i livelli, cosa che avrebbe impedito ai caccia di decollare in tempo per opporsi ai tedeschi. Nella lista delle omissioni, Schmid mancò di menzionare le operazioni di manutenzione della RAF, la quale era in grado di riparare i propri velivoli in tempi molto brevi.
La mancanza di sufficienti attacchi sulle postazioni radar, concesse ai britannici la libertà di usare uno strumento fondamentale per dispiegare le forze della RAF dove necessario e nei momenti opportuni. Un altro ripetuto errore dei tedeschi fu l'erronea identificazione delle basi del Fighter Command: tra esse furono infatti inclusi campi d'aviazione che erano invece parte del Coastal Command o del Bomber Command.
I seguenti obiettivi furono scelti per l'attacco del 13 agosto 1940:

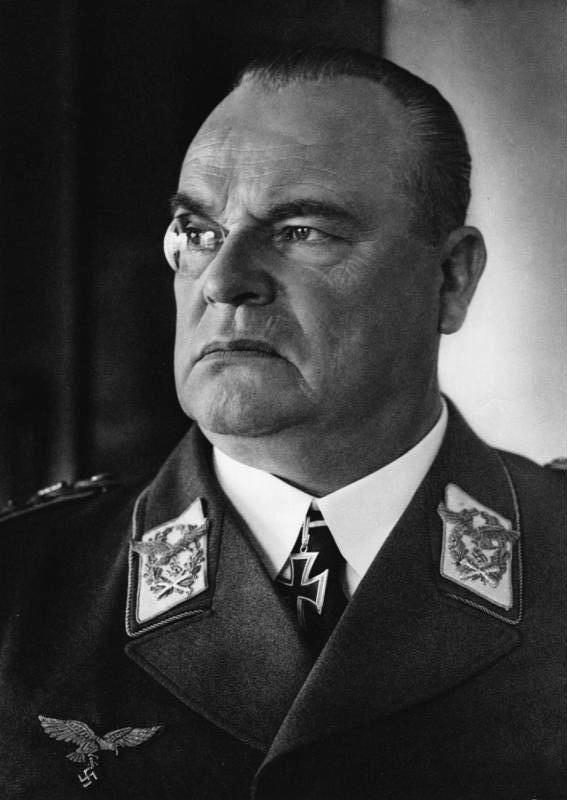
Hugo Sperrle, comandante della Luftflotte 3.

| Bombardieri tedeschi                    | Obiettivi |
| --------------------------------------- | --- |
| Kampfgeschwader 1 (KG 1)                | Biggin Hill |
| Kampfgeschwader 76 (KG 76)              | Kenley Debden/Biggin Hill/ Altri obiettivi non noti |
| Kampfgeschwader 2 (KG 2)                | Hornchurch/Eastchurch/Manston |
| Kampfgeschwader 3 (KG 3)                | Eastchurch |
| Kampfgeschwader 53 (KG 53)              | North Weald |
| Erprobungsgruppe 210                    | Stazioni radar; Rye, Pevensey, Dover. Hawkinge/Manston/Kenley |
| Kampfgeschwader 4 (KG 4)                | Obiettivi sconosciuti (mancanza di documenti)/alcune operazioni di sgancio di mine sul Canale della Manica |
| Kampfgeschwader 40 (KG 40)              | Dishforth |
| Kampfgeschwader 26 (KG 26)              | Dishforth/Linton-on-Ouse |
| Kampfgeschwader 30 (KG 30)              | Driffield |
| Kampfgeschwader 27 (KG 27)              | Porto Bristol/Birkenhead/Liverpool |
| Lehrgeschwader 1 (LG 1)                 | Worthy Down/ Porti di Southampton, Portsmouth e gli aeroporti circostanti/Detling/Altre operazioni non specificate |
| Sturzkampfgeschwader 3 (StG 3)          | L'StG 3 non prese parte alla missione. Per ragioni sconosciute essa fu rimossa dall'ordine di battaglia il 13 agosto. Un'altra fonte afferma che la sua missione fu cancellata per via delle avverse condizioni meteo. |
| Kampfgeschwader 51 (KG 51)              | Bibury/Baia di Spithead/Stazione radar di Ventnor |
| Kampfgeschwader 54 (KG 54)              | Base aerea della Flotta a Gosport/Croydon Farnborough Odiham |
| Kampfgeschwader 55 (KG 55)              | Plymouth/Feltham/Middle Wallop |
| Sturzkampfgeschwader 1 (StG 1)          | Warmwell/Detling |
| I. e II./Sturzkampfgeschwader 2 (StG 2) | Area e aeroporti della baia della Isle of Portland/Middle Wallop/Warmwell/Yeovil |
| Sturzkampfgeschwader 77 (StG 77)        | Warmwell/Portland |

### I sistema difensivo della Royal Air Force

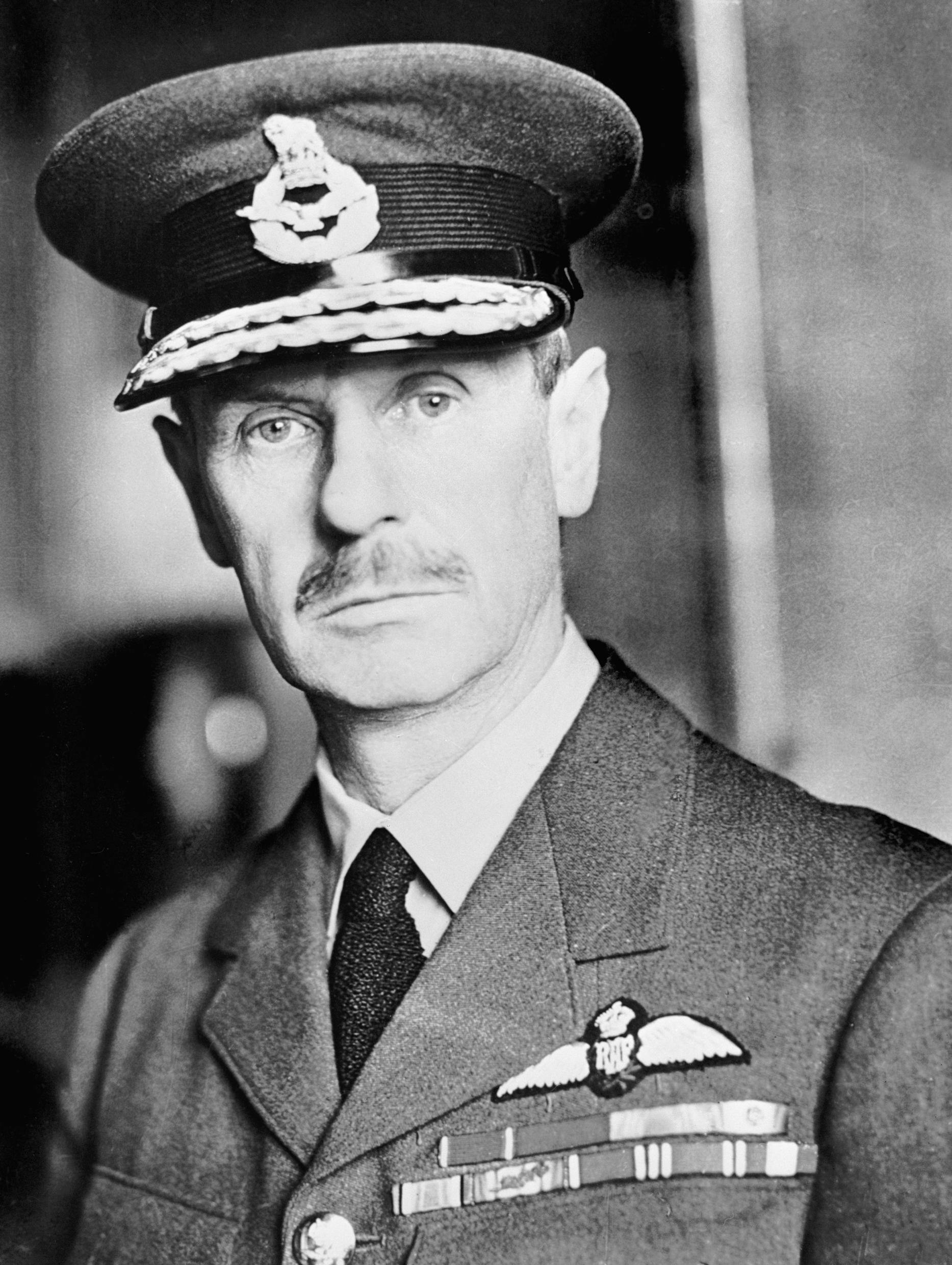
Hugh Dowding, Comandante in Capo del Fighter Command.

La chiave della difesa britannica era il complesso sistema di sorveglianza, comando e controllo della battaglia, il "Sistema Dowding", ideato dal generale sir Hugh Dowding, il Comandante in Capo del Fighter Command, modernizzando un sistema creato nel 1917 dal generale Edward Ashmore. Il nocciolo del sistema di Dowding fu l'uso del nuovo strumento chiamato Radio Direction Finding (RDF, o Radar come lo chiamavano gli statunitensi); esso, in aggiunta alle informazioni ricevute dal Royal Observer Corps (ROC; piccoli gruppi di soldati in osservazione lungo la costa), fu cruciale per rendere efficienti le azioni di intercettamento dei velivoli nemici. Per motivi di sicurezza, alla tecnologia del radar ci si riferiva con la sola sigla RDF, per celarne il funzionamento in caso fosse stata scoperta dai tedeschi.
Il sistema Dowding prevedeva che la prima notifica di un imminente raid aereo giungesse da una stazione del Radio Direction Finding, lungo la costa. Nella maggior parte dei casi, il radar era in grado di identificare i velivoli della Luftwaffe già quando esse si organizzavano in formazione sopra la Francia o il Belgio. Una volta giunti sulle coste inglesi, venivano individuati dagli osservatori a terra che ne trasmettevano la posizione esatta. Le informazioni dell'RDF e degli Observer Corps venivano inviate nella sala di controllo principale al Quartier Generale del Fighter Command, a Bentley Priory. Lì, venivano valutate per determinare se i velivoli fossero "amici" o nemici; se ostili, l'informazione veniva quindi inviata nella sala di comando delle operazioni, situata in un bunker sotterraneo.
Nella sala di comando le informazioni riguardanti ogni raid veniva gestito dalle donne del Women's Auxiliary Air Force (WAAF) che ricevevano le trasmissioni via telefono. Contatori colorati, rappresentanti ogni formazione, erano posizionati su un grande tavolo, su cui era disegnata una mappa della Gran Bretagna in una griglia di riferimento. Quando la posizione delle formazioni venivano aggiornate, il contatore veniva spostato nella nuova posizione. L'efficienza del sistema permetteva di vedere quasi in tempo reale posizione, altitudine e direzione della formazione nemica, dando il tempo di identificare il possibile bersaglio e decidere rapidamente quali contromisure prendere.

## Battaglia

### Raid del KG 2

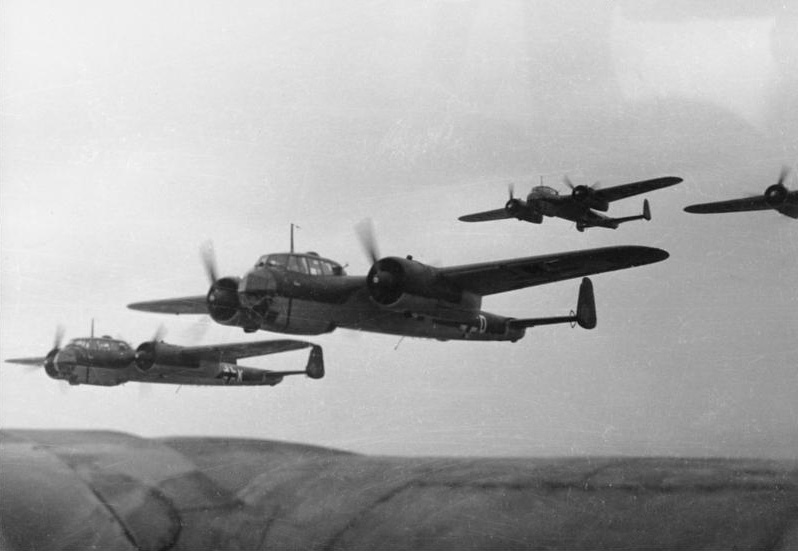
Dornier Do 17 del KG 2.

La mattina del 13 agosto, il tempo non era sereno così Göring ordinò che il raid fosse rinviato. Tuttavia, i Dornier Do 17 del KG 2 non furono informati e decollarono alle ore 04:50 diretti verso i loro obiettivi. I bombardieri si incontrarono con la loro scorta appartenente allo ZG 26 sopra la Manica. Lo ZG 26 ricevette l'ordine di rinvio, tranne i gruppi II. e III., appartenenti anch'essi al KG 2, che quindi presero parte alla missione. L'unità si mise in formazione alle 05:10, guidata dallo tenente colonnello Johannes Fink. Alcuni piloti della scorta, al comando dell'sottotenente Joachim Huth, tentarono di avvertire i Dornier del rinvio con performance acrobatiche, non essendo in grado di contattare i bombardieri via radio. Fink tuttavia li ignorò e continuò per la sua strada, diretto verso il suo obiettivo, il campo d'aviazione a Eastchurch sull'Isola di Sheppey, nel Kent. Albert Kesselring aveva esplicitamente dato ordine che i bombardieri abbandonassero la missione nel caso in cui la loro scorta non si fosse presentata; tuttavia Fink non volle essere accusato di aver fallito e proseguì lo stesso. Il viaggio di ritorno del KG 2 avrebbe sorvolato il territorio di competenza del Gruppo RAF N.º 11 e, senza la scorta dei Bf 109, i bombardieri avevano poche possibilità di ritornare alla base. A causa delle nuvole basse, la sorveglianza britannica lungo la costa giudicò male la direzione dei bombardieri e neppure il radar riuscì a tracciarla correttamente, cosicché nella fase iniziale i caccia inglesi ebbero un ritardo nell'intercettamento.
I primi avvistamenti radar giunsero tra le 05:30 e le 05:40, quando due formazioni di circa 30 aerei venne localizzata presso Amiens. Per trenta minuti sorvolarono la Manica e alle 06:10 si furono in vista della Gran Bretagna. Ignari dell'errore commesso, alle 06:15 i controllori inglesi ordinarono l'intercettamento a tre squadroni e ne dispiegarono altri tre in riserva. Le unità inglesi erano lo Squadrone N.º 151, che stava proteggendo un convoglio lungo il Tamigi, il N.º 111, a protezione della base RAF a Hawkinge, il N.º 74, sopra la base di Manston, parte dello Squadrone N.º 85, lo Squadrone N.º 43 e il N.º 238, tutti e tre in sorvolo sopra Londra. Alle ore 06:25, le formazioni tedesche avevano raggiunto la costa. Lo Squadrone N.º 238 fu inviato a proteggere la sua base, a Warmwell, mentre il N.º 257 venne fatto decollare alle 06:20 per pattugliare Canterbury. Non soddisfatti della situazione, tra le 06:30 e le 06:35 i britannici inviarono gli Squadroni N.º 601, N.º 213, N.º 64 e N.º 87, per intercettare i tedeschi. Il primo scontro cominciò alle 06:30.
A causa degli errori e della scomparsa dai radar di uno stormo tedesco che si dirigeva a est, il KG 2 poté colpire il suo bersaglio affermando poi di aver distrutto a terra 10 Spitfire. Ritenendo di aver avvistato degli aerei da caccia, i tedeschi si convinsero che Eastchurch fosse una base del Fighter Command, così la Luftwaffe nella settimana seguente attaccò la base per ben sette volte. Nonostante ciò, i tedeschi non riuscirono a mantenere una pressione costante sulla RAF e i raid risultarono troppo sporadici, concedendo così agli inglesi tutto il tempo necessario per riprendersi. Inoltre, Eastchurch non apparteneva al Fighter Command bensì al Coastal Command, che in questo primo attacco perse in realtà cinque bombardieri Bristol Blenheim e un caccia Spitfire. Diversi danni però furono riportati alle infrastrutture. Equipaggiamenti e munizioni furono distrutti e 16 uomini rimasero uccisi. La base di Eastchurch divenne nuovamente operativa alle ore 16:00 del giorno stesso.
Una volta intercettati, il KG 2 perse cinque bombardieri e altri sei furono gravemente danneggiati. Durante il rientro, il fuoco dei cannonieri dei Dornier abbatterono due caccia Hurricane; gli squadroni intercettori furono il N.º 111, il N.º 151 e il N.º 74, guidati da Adolph Malan, che abbatté egli stesso un bombardiere tedesco. Un'altra fonte suggerisce che furono abbattuti cinque Dornier e che altri sette fossero danneggiati. I tedeschi persero 11 uomini e altri 9 sopravvissero finendo prigionieri.

### Porti e basi costiere

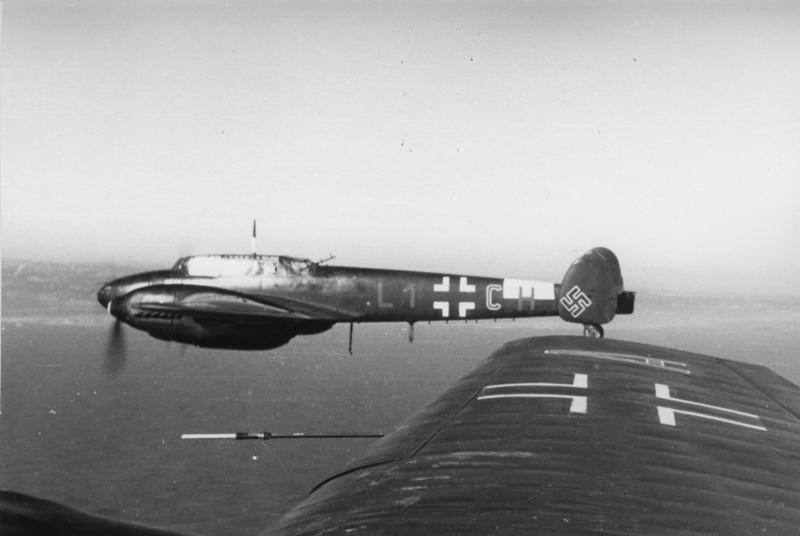
Messerschmitt Bf 110. Vi furono diverse perdite tra questi aerei in Adlertag.

La maggior parte delle unità della Luftflotte 2 ricevettero l'ordine di abbandonare le operazioni mattutine ma alcune cominciarono i loro attacchi contro le basi e i porti nel sud dell'Inghilterra. Il KG 76 abbandonò l'attacco su Debden ma colpì la base di Kenley e altri aeroporti nel Kent e nell'Essex. Il risultato dell'attacco e il numero di perdite non è noto. Il KG 27 abbandonò la maggior parte delle operazioni. Il gruppo III. però cercò di colpire il porto di Bristol ma lo Squadrone N.º 87 della RAF si oppose, abbattendo un bombardiere Heinkel He 111. Il porto subì danni lievi.
L'ordine di cancellazione non giunse al Quartier Generale della Luftflotte 3. Il suo comandante, Hugo Sperrle, ordinò quindi di cominciare l'attacco. Alle 05:00, 20 bombardieri Junkers Ju 88, del I. gruppo del KG 54, decollarono per bombardare l'aeroporto del Royal Aircraft Establishment, a Farnborough. Alle 05:05, 18 Ju 88 del II. gruppo, sempre del KG 54, decollò per colpire Odiham. Alle 05:50, 88 Junkers Ju 87 dell'StG 77 cominciarono a dirigersi verso la baia di Portland. I raid furono scortati da 60 Bf 110 dello Zerstörergeschwader 2 (Stormo Distruttore 2; ZG 2), dal V. gruppo dell'LG 1 e da 173 Bf 109 dello Jagdgeschwader 27 (JG 27), dello Jagdgeschwader 53 (JG 53) e dello Jagdgeschwader 3 (JG 3); tutti caccia volavano davanti alle formazioni di bombardieri per attaccare eventuali caccia nemici. L'obiettivo dell'StG 77 era oscurato dalle nuvole ma questo non sconfortò il KG 54, che continuò comunque il suo viaggio. I caccia della RAF dalle basi di Northolt, Tangmere e Middle Wallop decollarono per intercettarli. Quattro Ju 88 e un Bf 109, del JG 2, furono abbattuti. I tedeschi affermarono che i loro caccia abbatterono sei caccia britannici e che i loro bombardieri ne abbatterono altri quattordici. In realtà, i bombardieri solamente danneggiarono cinque caccia. I Bf 109 distrussero un solo aereo e ne danneggiarono un altro. Dei cinque caccia della RAF danneggiati, due di essi furono poi rottamati. Dei venti caccia reclamati in totale, solo tre furono effettivamente abbattuti e i tre piloti rimasero feriti.
Le ulteriori missioni del II. gruppo, del KG 54, verso la base RAF di Croydon furono cancellate. Il gruppo I., del KG 54, doveva colpire la base della Fleet Air Arm a Gosport. La ZG 2 era stata scelta per dare supporto a questo attacco ma giunse sull'obiettivo senza i suoi Ju 88, ai quali era stato ordinato di rimanere a terra. Un Bf 110 fu abbattuto dallo Squadrone N.º 238 della RAF.
Alle ore 11:10, il gruppo V. dell'LG 1, composto da Bf 110, decollò per supportare un raid del KG 54, possibilmente coinvolgendo i caccia della RAF prima dell'assalto principale, in modo da modificare le posizioni degli aerei inglesi. La missione dei bombardieri fu cancellata. Lo stesso ordine non giunse al gruppo V. che continuò la sua missione. I ventitré Bf 110 si diressero così sulla baia di Portland, scontrandosi con gli Hurricane delle Squadrone N.º 601 e perdendo sei aerei, più tre danneggiati. Solo un Hurricane fu abbattuto ed uno fu danneggiato. Una seconda fonte afferma che quattro Bf 110 fossero stati distrutti, mentre una terza indica che cinque aerei fossero stati abbattuti e altri cinque danneggiati. Al termine della battaglia, lo Zerstörergeschwader ottimisticamente affermò che i propri aerei avevano abbattuto trenta caccia (in realtà le perdite della RAF furono di tredici caccia, nel totale della giornata), contro i tredici Bf 110 persi dalla Luftwaffe. I raid mattutini furono nel complesso un fallimento. Gli attacchi mostrarono una serie di errori tecnici dei tedeschi nelle comunicazioni tra unità.

### Rinnovo degli attacchi

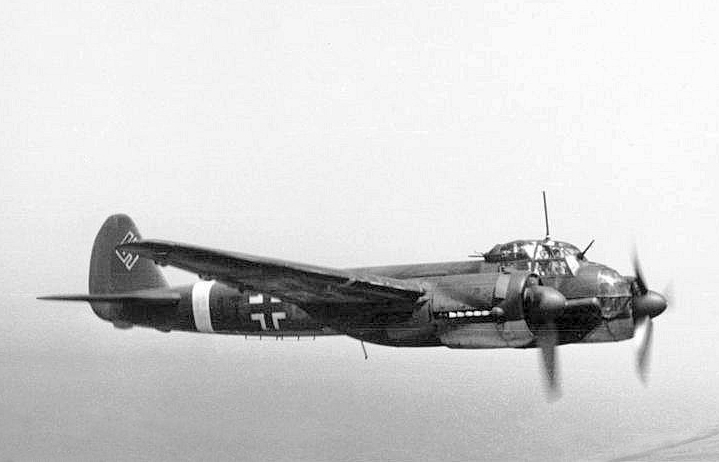
Junkers Ju 88. A metà pomeriggio, questo aereo formava la spina dorsale delle formazioni di bombardieri tedesche.

Il 'via libera' ufficiale venne dato alle 14:00. Un'ora e mezza dopo, alle 15:30, circa 58-80 Ju 88 dal I., II. e III. gruppo dell'LG 1, scortati da 30 Bf 110 del V. gruppo LG 1, decollarono per bombardare Boscombe Down e Worthy Down. La base RAF di Andover venne colpita, con il supporto di 52 Ju 87 dall'StG 1 e dall'StG 2 che dovevano colpire anche le basi a Warmwell e Yeovil. Il gruppo I. del JG 53 volò più avanti rispetto ai bombardieri, da Poole fino a Lyme Regis, nel tentativo di impegnare la RAF in battaglia. Il gruppo avvistò la costa alle 16:00, fallendo però nell'attirare e distrarre gli squadroni della RAF. Le difese della RAF furono allertate cinque minuti prima, cosicché, quando l'ondata principale degli LG 1 e StG 2 raggiunse la costa, furono accolti da 77 caccia della RAF.
Sull'Inghilterra giunsero anche il gruppo II. e III. del JG 53 e il gruppo III. dello ZG 76, la scorta per gli Ju 87. Giunsero anche il ZG 2 e il JG 27, a scorta dell'LG 1. Contro di essi fu inviato l'intero Gruppo N.º 10 della RAF. Uno Squadrone Staffel del gruppo II. dell'StG 2 fu gravemente colpito dallo Squadrone britannico N.º 609; sei dei nove Ju 87 furono abbattuti. Gli StG 1 e 2 dovettero rinunciare ai loro obiettivi per via delle nuvole basse, risparmiando così l'isola di Portland.
Il gruppo I. dell'LG 1 abbandonò la possibilità di bombardare Boscombe Down e ripiegò su Southampton. Lo Squadrone N.º 238 fu inviato ad intercettarlo ma i caccia di scorta si rivelarono troppo ardui e i bombardieri non furono ostacolati nella loro missione. Diversi magazzini furono distrutti e anche un impianto di stoccaggio a freddo fu danneggiato. Tutti gli incendi furono domati entro il tramonto. Un velivolo del gruppo III. dell'LG 1 sganciò, per errore, le sue bombe sul settore della base RAF a Middle Wallop, colpendo solo l'aeroporto di Andover usato però dai bombardieri e non dai caccia. Il gruppo III. perse due Ju 88. Tredici Gruppen (Gruppi) di Ju 88 persero sei aerei e molti furono danneggiati. Nonostante ciò, riuscirono a rientrare sul continente senza troppe difficoltà, dopo aver distrutto una fabbrica di biciclette, un magazzino di mobili e un deposito di carne refrigerata. L'intelligence della Luftwaffe non segnò la fabbrica degli Spitfire a Southampton come uno degli obiettivi principali, ritenendo che fosse una fabbrica di bombardieri. Solo più tardi, in settembre, fu attaccata e gravemente danneggiata. Tuttavia, anche allora i tedeschi erano ignari dei danni inflitti alla produzione degli Spitfire. La fabbrica sarebbe stata smantellata e la produzione spostata ad altri stabilimenti.

### Operazioni degli Ju 87

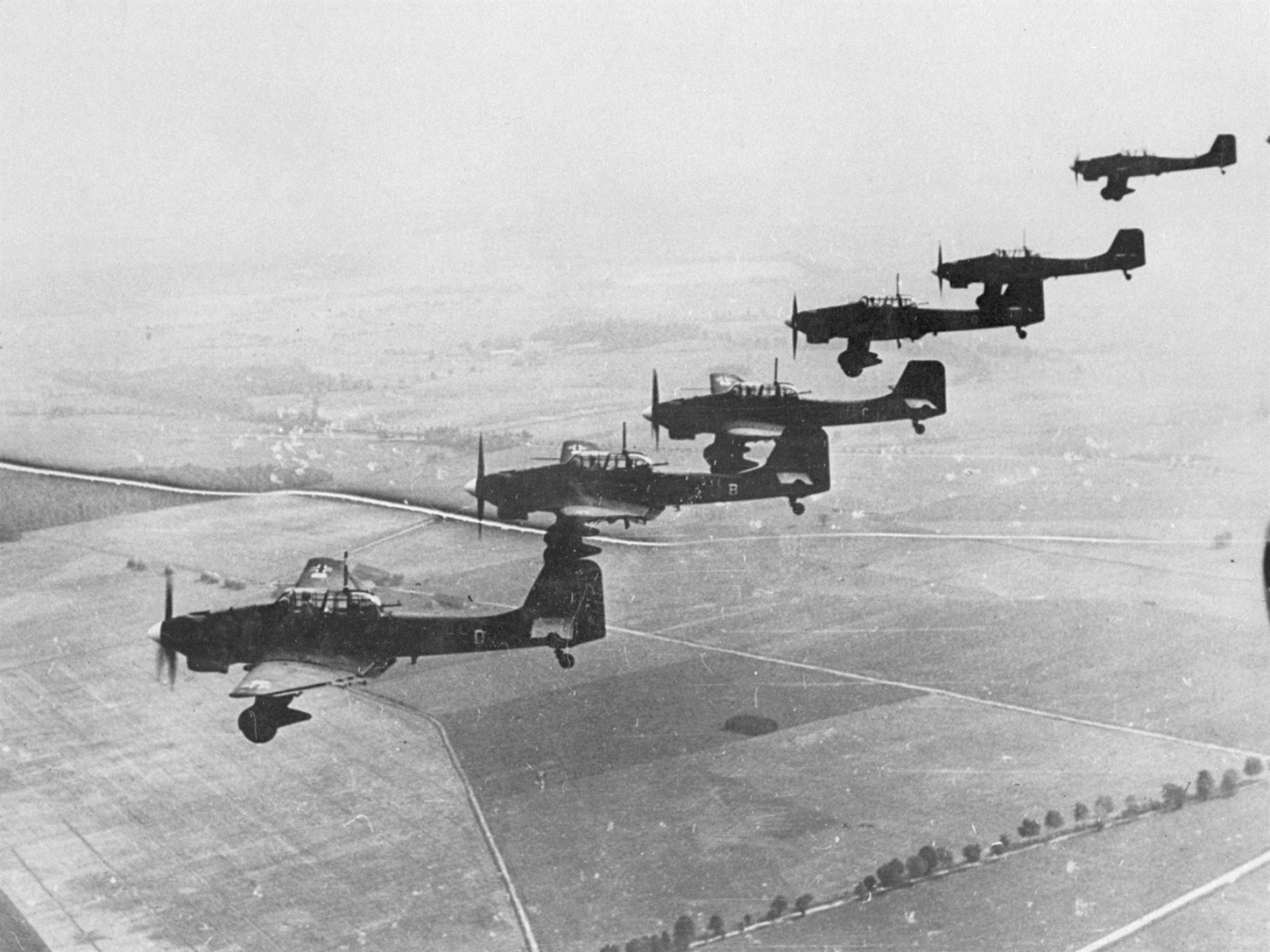
Ju 87B. Gli Ju 87 danneggiarono gravemente la base RAF di Detling.

L'StG 77 era anch'esso in azione, scortato dai Bf 109 del JG 27. Ai suoi 52 Ju 87 furono aggregati 40 Ju 88 del KG 54. Entrambe le formazioni si diressero verso l'aeroporto RAF del Gruppo N.º 10 e avevano come obiettivo la base RAF di Warmwell. Il Geschwader però fallì nel trovare il suo obiettivo, sganciando le sue bombe a caso, ma riuscirono a fuggire indisturbati perché le altre unità di Ju 87 avevano attirato molto di più l'attenzione inglese.
L'Erprobungsgruppe 210 fu inviato più a est per un'operazione con obiettivi vicino a Southend. I suoi velivoli decollarono alle 15:15 e furono scortati dallo ZG 76. Sfortunatamente, trovarono nuvole compatte sopra l'Essex, dove vennero intercettati dallo Squadrone RAF N.º 56, riuscendo però a sganciare le bombe su Canterbury. Il gruppo II. dell'StG 1 fu inviato a bombardare l'aeroporto vicino a Rochester. Il gruppo però fallì nel trovare l'obiettivo e tornò senza incontrare nemici. Il gruppo IV. dell'LG 1 fu inviato oltre la base RAF di Detling mentre lo JG 26 avanzò più velocemente per ripulire i cieli dai caccia nemici. L'unità perse un Bf 109 sopra Folkestone, per causa sconosciuta. Gli Ju 87 bombardarono la base e 40 Bf 109 la mitragliarono, uccidendo il comandante e 67 altri uomini senza subire perdite. La Sala Operativa fu colpita, causando gravi perdite. Le perdite furono disastrose anche per lo Squadrone RAF N.º 53, che perse diversi Blenheim al suolo. Il comandante ucciso era il 'group captain' (colonnello, nell'aviazione italiana) E. P. M. Davis. Tuttavia, Detling non era una base del Fighter Command e l'attacco non colpì in nessun modo i caccia del Gruppo RAF N.º 11.

### Raid sulla costa sudorientale
Il gruppo I., II. e III. del KG 55 furono anch'essi inviati in missione. Il gruppo III. bombardò l'aeroporto di Heathrow. I risultati dell'attacco e le perdite non sono noti. Il KG 55 aveva subito pesanti perdite i giorni precedenti, così le sue operazioni risultano limitate. Il 12 agosto, perse tredici He 111 e i loro equipaggi. Il giorno seguente, il 14 agosto, l'unità perse il suo Geschwaderkommodore Alois Stoeckl.
Nel pomeriggio, un gruppo formato da 80 Dornier 17 del KG 3 - scortato dal JG 51, JG 52, JG 54 e da 60 Bf 109 dal JG 26 (circa 270 velivoli in tutto) - si diresse verso l'aeroporto di Eastchurch e la fabbrica della Compagnia Short Brothers, a Rochester. Il gruppo III. del KG 3 ruppe la formazione principale e attaccò Eastchurch mentre il gruppo II. si diresse verso Rochester. Danni significativi furono fatti alla fabbrica, che produceva bombardieri pesanti Short S.29 Stirling. Ad intercettare i tedeschi vi erano gli Squadroni RAF N.º 3, N.º 64, N.º 111, N.º 151, N.º 234, N.º 249, N.º 601 e N.º 609. Secondo il resoconto del JG 26, i caccia britannici non riuscirono a colpire duramente i bombardieri. In compenso furono abbattuti tre Bf 109.
Anche il Bomber Command prese parte agli scontri del giorno. Anche se Charles Portal - AOC (Air Officer Commanding - Ufficiale Comandante dell'Aviazione) - ebbe da protestare per l'inutilità dell'attacco agli aeroporti scandinavi, l'Air Ministry insistette rispondere ai tedeschi con dei raid. Lo Squadrone RAF N.º 82 inviò dodici Bristol Blenheim a bombardare le basi del KG 30 ad Aalborg, Danimarca. Un pilota tornò indietro durante la missione, lamentando "problemi di carburante" ma fu mandato dinnanzi la corte marziale. Questo bombardiere fu l'unico a tornare. Il resto dei velivoli furono abbattuti dal fuoco della contraerea e dei caccia tedeschi. Circa 24 uomini rimasero uccisi e 9 furono catturati.

### Raid notturni
Con il calare delle tenebre, alla conclusione di Adlertag, Sperrle inviò 9 Kampfgruppe 100 (Gruppo di Bombardieri 100), formati da He 111, in un bombardamento strategico contro la fabbrica di Spitfire a Castle Bromwich, Birmingham. Nonostante il gruppo fosse specializzato negli attacchi e nella navigazione notturni, solo in quattro trovarono il loro obiettivo. Le undici bombe sganciate, da 250 kg ciascuna, non furono sufficienti ad interrompere la produzione di aerei da caccia. Circa solo cinque, di quelle undici, caddero all'interno del complesso industriale. Le vittime furono poche, dato che gli operai si erano diretti immediatamente nel rifugio, dopo l'allarme. Seri danni furono inflitti agli uffici e a una stanza degli attrezzi; anche una condotta del gas venne rotta. Un altro gruppo di bombardieri, guidati dal Gruppenkommandeur Hauptmann (Comandante del Gruppo, Capitano) Friedrich Achenbrenner e formato da quindici He 111 decollati dalle basi in Bretagna, attraversò il mare d'Irlanda per colpire la fabbrica Short Brothers a Queen's Island, Belfast, nell'Irlanda del Nord. Cinque Short S.29 Stirling furono distrutti. Anche il KG 27 prese parte alla missione e bombardò Glasgow ma il loro obiettivo non è noto. Altri bombardieri bombardarono Bristol, Cardiff, Swansea, Liverpool, Sheffield, Norwich, Edimburgo and Aberdeen. Le città subirono danni molto leggeri, con qualche rotaia distrutta e con cento vittime in totale. Non è noto se la Luftwaffe abbia perso qualche velivolo. Un aviere tedesco fu trovato ferito nella campagna a Balcombe, Somerset. Non fu trovata nessun'altra traccia di aerei o altri membri d'equipaggio nemici caduti sulla Gran Bretagna.

## Conseguenze
Il fallimento della Luftwaffe di identificare la catena di radar e di distinguere le basi dei caccia minò la sua capacità di distruggere le difese aeree britanniche. La Luftwaffe sottostimò i radar britannici e non realizzò la loro importanza nel sistema operativo britannico. Al contrario, l'OKL credeva che le stazioni radar beneficiassero i tedeschi, inviando le forze della RAF su larga scala per decimare la Luftwaffe. Le industrie britanniche sostituirono le perdite materiali e i suoi piloti furono sostituiti, per quanto possibile, rendendo possibile restare entro i limiti che avrebbero segnato il declino delle forze della RAF e la possibile vittoria tedesca. La RAF fu in grado di assicurare la sostituzione dei suoi membri d'equipaggio contrariamente a quanto fu in grado di fare la Luftwaffe, che cominciò a risentire di questa carenza tra agosto e settembre.

### Effetto dei raid
I tedeschi continuarono gli attacchi sugli aeroporti nel sud-ovest dell'Inghilterra, sui qual avevano cominciato il giorno precedente. Il 12 agosto, la maggior parte degli aeroporti del Kent erano stati attaccati; il 13 agosto, i tedeschi si concentrarono sulla "seconda linea" dei campi d'aviazione, a sud di Londra. La concentrazione d'attacco su Detling e Eastchurch fu però un fallimento dal punto di vista strategico, dato che appartenevano al Coastal Command. Il bombardamento del 12 agosto fallì nel distruggere queste piste d'aviazione e, Adlertag stesso, fallì nel distruggere o rendere non operative le basi di Detling e Eastchurch. A causa della scarsa intelligence, delle condizioni meteo e della resistenza della RAF, gli attacchi su altri obiettivi fallirono o non ebbero successo.

### Propaganda sulle perdite
Il Fighter Command sostenne che, il 13 agosto 1940, 78 aerei tedeschi fossero stati abbattuti. Un'altra fonte afferma che ufficialmente per la RAF i nemici abbattuti furono 64. In realtà le perdite tedesche furono di 47–48. velivoli abbattuti e 39 gravemente danneggiati. Allo stesso modo, la Luftwaffe afferma di aver distrutto 70 tra Hurricane e Spitfire, in volo, e 18 bombardieri Blenheim, sempre in volo. Questa però è un'esagerazione di sette volte il numero effettivo. Altri 84 caccia della RAF furono considerati distrutti al suolo dai tedeschi. Realisticamente le perdite britanniche in volo ammontano a 13 caccia e 11 bombardieri, più altri 47 aerei di vario genere al suolo.